# Synagoge (Opatów)

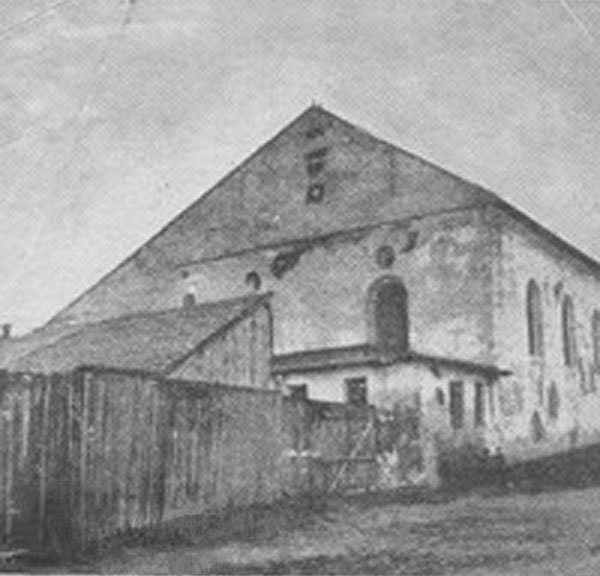
Synagoge (1933)

Die Synagoge in Opatów, einer polnischen Stadt in der Woiwodschaft Heiligkreuz, wurde in der Mitte des 17. Jahrhunderts erbaut. Sie wurde im Zweiten Weltkrieg verwüstet und die Ruine in den 1950er Jahren abgerissen.

## Geschichte
Das genaue Baujahr ist nicht bekannt; erste Aufzeichnungen über die Synagoge stammen von 1633, aber es ist auch möglich, dass die Erwähnung einer jüdischen Schul aus dem Jahr 1618 sich bereits auf diese Synagoge bezieht. Ein großes Feuer in dem Stadtteil beschädigte sie wahrscheinlich und sie wurde umgehend wieder hergerichtet. Im Zweiten Weltkrieg wurde sie verwüstet, die äußeren Mauern ohne Dach und Gewölbe standen aber bis in die 1950er Jahre und wurden dann abgerissen.

## Architektur
Außer von wenigen Bildern von 1933 und aus den 1950er Jahren sind so gut wie keine Details bekannt. Der rechteckige Bau hatte im Gegensatz zu nahezu allen Synagogen den Eingang nicht an der Westseite, sondern im Norden. Im Westen war ein niedriger Anbau für die Frauen mit mehreren kleinen Öffnungen zu der Haupthalle hin. Entlang der Nordseite wurde später ein weiterer Anbau angefügt und dabei die nördliche Dachseite verlängert. Vermutlich war dieses Dach zu dieser Zeit aber nicht mehr das originale Synagogendach.
Auf den Bildern ist ersichtlich, dass die Südseite drei und die Westseite zwei hohe Rundbogenfenster hatte. Über den Fenstern im Westen waren noch zwei kleine Okuli. Wahrscheinlich war es an den beiden anderen Seiten ähnlich.
Der Toraschrein an der Ostwand war von zwei Säulen eingerahmt und hatte einen Aufsatz mit einer geflügelten Krone und reichte bis zum Gewölbe.
Die freistehende Bima stand in der Mitte des Raumes. Die Wände waren farbig bemalt.